# Atomic Clock Ensemble in Space

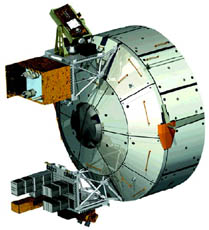
Externe Forschungsplattformen am Columbus-Raumlabor

Das Atomic Clock Ensemble in Space (kurz: ACES) ist ein in Entwicklung befindliches Experimentallabor, das am Columbus-Raumlabor, dem Wissenschaftslabor der ESA für die Internationale Raumstation, befestigt werden soll. Hierzu dient eine Nutzlastpalette; für ACES ist die der Erde zugewandte Palette vorgesehen. Es ist nicht zu verwechseln mit SolACES, einem Versuch zur Messung der Einflüsse durch VUV-Strahlung.
ACES dient zum Test einer neuen Generation von Atomuhren unter den Bedingungen der Mikrogravitation. Damit soll eine genauere globale Zeitbestimmung (z. B. für GNSS, insbesondere Galileo) ebenso wie eine Evaluation der Relativitätstheorie möglich werden. Mit der Herstellung ist die Firma Astrium beauftragt.
Die gesamte Einheit soll eine Masse von 227 kg haben und eine elektrische Leistungsaufnahme von 470 W. Ihre Fertigstellung wurde beispielsweise für 2010, 2013, 2016, 2018,  2021 und 2025 angekündigt. Die Versuchsdauer ist mit 18 Monaten angesetzt.

## Technische Details
Kern des Experiments ist eine Anordnung von zwei Atomuhren, die nach unterschiedlichen Verfahren arbeiten. Auch die Datenübermittlung zur Erde soll über zwei Übertragungswege erfolgen, zum einen über Mikrowellen, zum anderen über eine Laserstrecke. Damit sollen Laufzeiteffekte verdeutlicht werden, die Laufgeschwindigkeit von Wellen ist nicht konstant. Eine Uplink-Verbindung wird im Ku-Band etabliert, zwei Downlink-Verbindungen im S- und Ku-Band.
Als Uhren werden PHARAO (Projet d’horloge atomique par refroidissement d’atomes en orbite) als lasergekühlte Cäsium-Uhr (cold Cs-Clock) und  SHM (Space Hydrogen Maser) als Wasserstoff-Maser eingesetzt. Dabei wurde die Bauform von PHARAO den bisher gewonnenen Erkenntnissen über Einflüsse auf Atomuhren im Orbit angepasst. Hierzu wurden mit einem PHARAO-Prototypen Zero-G-Versuche mit dem A300 der ESA durchgeführt, die Federführung lag dabei bei der CNES, die PHARAO entwickelt und im Juli 2014 fertiggestellt hat.
Beide Uhren werden durch einen internen Auswertungsrechner von ACES synchronisiert, dieser trägt die Bezeichnung FCDP (Frequency Comparison and Distribution Package). Hier werden auch die Zeitsignale für das Downlink aufbereitet.

### Bodenstationen für Experimente
Für Versuche mit ACES sind eine ganze Reihe von Bodenstationen vorgesehen, die selbst Referenzuhren unterschiedlicher Bauart betreiben:
- Australien:

University of Western Australia in Perth
CSIRO in Sydney
- Brasilien:

Universität von São Carlos
- China:

NTSC
NIM
Shanghai Observatorium
- Deutschland:

Physikalisch-Technische Bundesanstalt in Braunschweig
Max-Planck-Institut für Quantenoptik in Garching
Gottfried Wilhelm Leibniz Universität Hannover
Heinrich-Heine-Universität Düsseldorf
Technische Universität München
Friedrich-Alexander-Universität Erlangen-Nürnberg
- Frankreich:

CNES
SYRTE in Paris
Laboratoire de Physique des Lasers in Villetaneuse (LPL)
Observatoire de Besançon
OCA
- Großbritannien:

National Physical Laboratory in Teddington
- Italien:

Istituto Nazionale di Ricerca Metrologica in Turin
Universität Florenz
- Japan:

Universität Tokio
National Metrology Institute of Japan (NMIJ)
Communications Research Laboratory in Tokio (CRL)
- Kanada:

National Research Council (NRC)
- Österreich:

Leopold-Franzens-Universität in Innsbruck
- Russland:

VNIIFTRI in Mendelejewo (Moskau)
ILS in Nowosibirsk
- Schweiz:

Eidgenössisches Institut für Metrologie (METAS)
- USA:

Jet Propulsion Laboratory in Pasadena (Kalifornien)
United States Naval Observatory (USNO)
National Institute of Standards and Technology (NIST)

## Weitere externe Nutzlasten von Columbus
- European Technology Exposure Facility (EuTEF)
- Solar Monitoring Observatory (SMO/SOLAR)